# The Impulse! Albums: Volume 4
The Impulse! Albums: Volume 4 è un box set comprendente gli ultimi album pubblicati in vita dal musicista jazz John Coltrane per l'etichetta discografica Impulse! Records nel 1966-1967 e i primi album postumi usciti a suo nome fino al 1969.

## Descrizione
Il box set si presenta in una scatola quadrata di colore verde scuro, dentro la quale sono presenti i vari CD senza aggiunta di alcuna bonus track.
I CD sono contenuti in una custodia che riproduce in scala nei minimi particolari la stessa custodia dei corrispondenti dischi in vinile. Tutti gli album sono stati rimasterizzati in digitale per la prima volta in oltre quindici anni.

## Elenco
- Live at the Village Vanguard Again! (1966)
- Expression (1967)
- Om (1968)
- Cosmic Music (1968)
- Selflessness: Featuring My Favorite Things (1969)